# Elisa Orlandi
Elisa Orlandi (Macerata, 1811 – Rovigo, 1834) è stata un soprano italiano che fu attiva nei principali teatri lirici in Italia dal 1829 fino alla sua improvvisa morte nel 1834.
Possedendo una vasta estensione vocale con una notevole facilità di coloratura, affrontò anche ruoli del repertorio di mezzosoprano. Oggi è ricordata per aver interpretato il ruolo di Giovanna Seymour (Jane Seymour) nella prima mondiale di Anna Bolena di Gaetano Donizetti nel 1830. 

## Biografia
Nata a Macerata, la famiglia Orlandi si trasferì a Padova poco dopo la sua nascita. Studiò canto in quella città con Nardelli e fece il suo debutto nella città d'adozione nel 1829 all'età di 18 anni. Sempre nello stesso anno cantò con successo a Milano e Roma. Il 24 novembre 1829 interpretò Isaura nel Tancredi di Gioachino Rossini al Teatro Comunale di Bologna alla presenza del compositore.
Debuttò al Teatro Regio di Parma il 6 febbraio 1830 nel ruolo di Fiorilla ne Il turco in Italia di Rossini. Sempre a Parma cantò in numerosi concerti alla corte di Marie Louise, duchessa di Parma. Cantò diverse volte al Teatro della Canobbiana di Milano sempre nello stesso anno, nei primi allestimenti, nel teatro milanese, de Il crociato in Egitto (Palmide) di Giacomo Meyerbeer, Le comte Ory (Alice) di Rossini, Aureliano in Palmira  (Zenobia) e Olivo e Pasquale (Isabella) di Donizetti. Cantò il ruolo di Giovanna Seymour nella prima mondiale di Anna Bolena di Donizetti al Teatro Carcano di Milano il 26 dicembre 1830. In seguito tornò in quel teatro, nel 1831, per interpretare Metilde nel Gianni di Calais di Donizetti.
Nell'autunno del 1832 fu scelta come Adina nella prima messa in scena del Teatro Carignano di Torino de L'elisir d'amore. Il 2 gennaio 1833 interpretò Eleonora nella prima mondiale de Il furioso all'isola di San Domingo di Donizetti al Teatro Valle di Roma e tornò al Teatro della Canobbiana per diverse altre esibizioni più avanti nello stesso anno, tra cui L'imboscata di Joseph Weigl, la prima de Il contrabbandiere di Cesare Pugni, e le prime esecuzioni in quel teatro de Il falegname di Livonia di Donizetti (Catterina) e Emma di Fondi di Pietro de Moyana (Emma). Cantò anche i ruoli di Adina, Alice e Carlotta in Elisa e Claudio di Saverio Mercadante al Teatro della Canobbiana quello stesso anno.
Nel 1834 la Orlandi crollò improvvisamente e morì dietro le quinte del teatro dell'opera di Rovigo poco prima di salire sul palco nei panni di Adalgisa nella Norma di Bellini. Tutto sembrava indicare una brillante carriera lirica per la giovane cantante che aveva appena 23 anni al momento della sua morte.